# Can I Get a Witness
Singles de Marvin Gaye
Pride and Joy
(1963) You're a Wonderful One
(1964)
Can I Get a Witness est une chanson écrite, composée et produit par le trio Holland-Dozier-Holland pour le chanteur Marvin Gaye qui l'interprète et publiée en single par le label Motown en septembre 1963,.

## Enregistrement
La chanson est enregistrée en une prise aux studios Motown de Hitsville U.S.A. le 17 juillet 1963. Durant l'enregistrement, le parolier Eddie Holland a discuté de revoir la chanson une fois avec Gaye, qui s'était plaint aux producteurs de chanter leurs chansons au-dessus de sa gamme vocale, ce dont il se plaindrait plus tard pendant l'enregistrement sessions pour son interprétation de I Heard It Through the Grapevine.
Selon Holland, une fois que Gaye a entendu Holland lui interpréter la chanson, il a hoché la tête et a déclaré, "d'accord, je suis prêt" à un Holland perplexe, qui devait souvent travailler sur la chanson plusieurs fois avec d'autres artistes qui enregistraient leurs chansons. Selon Holland, Gaye a enregistré la chanson en une seule prise, ce qui a impressionné Holland, son frère et Dozier. Holland appellerait plus tard Gaye «le chanteur le plus polyvalent avec lequel j'ai jamais travaillé».
Sur la chanson, soutenue par un riff de piano de style boogie woogie joué par le pianiste de Funk Brothers Earl Van Dyke, Gaye interprète la chanson dans une harmonie gospel avec des membres des Supremes et de Holland-Dozier-Holland qui le soutiennent en tant que choristes. Gaye interprète la chanson principalement dans une gamme de ténor, mais chante parfois à la fois dans les gammes de baryton et de falsetto.

## Parution et réception
Sorti en septembre 1963 pour proposer une suite au précédent succès, Pride and Joy, qui s'était classé dans le top 10, la chanson a atteint la 22e place du Hot 100 le 28 décembre 1963 et est également devenue l'un des premiers singles à succès internationaux de Gaye, faisant le buzz. au Royaume-Uni, principalement parmi les clubs de danse de Londres et du nord de l'Angleterre (en particulier Leeds), et également en France où il a culminé à la 29e place de son classement. Can I Get a Witness est la chanson de Marvin Gaye qui est restée le plus longtemps classée dans le top 100 de toute la décennie en restant pendant 16 semaines. Gaye a présenté la chanson sur les plateaux du T.A.M.I. Show et du Hollywood A Go-Go en 1964 et également dans l'émission de la BBC, Ready, Steady, Go! en 1965.

## Principales reprises
Pistes de The Rolling Stones
Tell Me (You're Coming Back)
(9) You Can Make It If You Try
(11)
Can I Get a Witness a notamment été repris par le groupe britannique The Rolling Stones sur leur premier album éponyme en 1964. Le groupe a également enregistré le même jour une suite intitulée Now, I've Got a Witness composée par eux-mêmes et également présent sur l'album.
Dusty Springfield a également repris la chanson en 1964.
The Buckinghams enregistrent leur propre version en 1968.
The Supremes, présents en tant que choristes, enregistrent leur propre version en 1966. Cependant, elle restera inédite jusqu'en 1987.
Elton John interprète la chanson pendant le concert du Live Aid le 13 juillet 1985.

## Personnel
- Chant principal par Marvin Gaye
- Chœurs par le Holland-Dozier-Holland et The Supremes (Diana Ross, Florence Ballard, and Mary Wilson)
- Arrangements par The Funk Brothers[5] : 
  - Eugene Moore : Saxophone baryton
  - Clarence Isabel : basse
  - Benny Benjamin : batterie
  - Eddie Willis : guitare
  - George Fowler : orgue
  - Johnny Griffith : piano
  - Hank Cosby : saxophone tenor
  - Patrick Lanier et Paul Riser : trombone
  - Marcus Belgrave et Russell Conway : trompette